# William Henry Fox Talbot
William Henry Fox Talbot   (Melbury Sampford, 11 de febrer de 1800 - Lacock, 17 de setembre de 1877) va ser un inventor anglès, i pioner de la fotografia, que va inventar el calotip, un precursor dels processos fotogràfics dels segles XIX i XX. Va ser també un fotògraf notable, que va fer importants contribucions al desenvolupament de la fotografia com a mitjà artístic. El seu treball durant la dècada del 1840 en la reproducció fotomecànica va dur-lo a la creació del procés de gravat fotoglífic, el precursor del gravat. També és conegut per ser el propietari d'una patent que, segons alguns, va afectar el desenvolupament inicial de la fotografia comercial al Regne Unit.
Talbot també era arqueòleg, botànic, filòsof, filòleg, matemàtic, i fins i tot membre del Parlament britànic. Durant la seva vida va rebre diversos premis, entre els quals la Medalla de la Royal Society (1938), la Medalla Rumford (1942), la medalla d'honor a l'Exposició Universal de París (1855), el títol honorífic per la Universitat d'Edimburg (1864), i membre honorari de la Royal Photographic Society de Londres.

## Biografia
Quan sa mare es casà amb el futur Contra-Almirant Charles Feilding, aquest es convertí en la figura paterna que necessitava i que a més podia finançar-li els bons estudis que va rebre, tot i ja ser prou autosuficient econòmicament. Per la qual cosa, en 1811 passà a estudiar a la Harrow School de Sussex i a continuació al Trinity College de la universitat de Cambridge. Pocs anys després, la seua brillantor li faria guanyar premis com el premi Porson al 1820, abans d'acabar els seus estudis de matemàtiques al 1825. Es casaria 7 anys després amb Constance Mundy i, aquest mateix any 1832 fou elegit soci de la Royal Astronomical Society fins que es convertí en membre oficial.

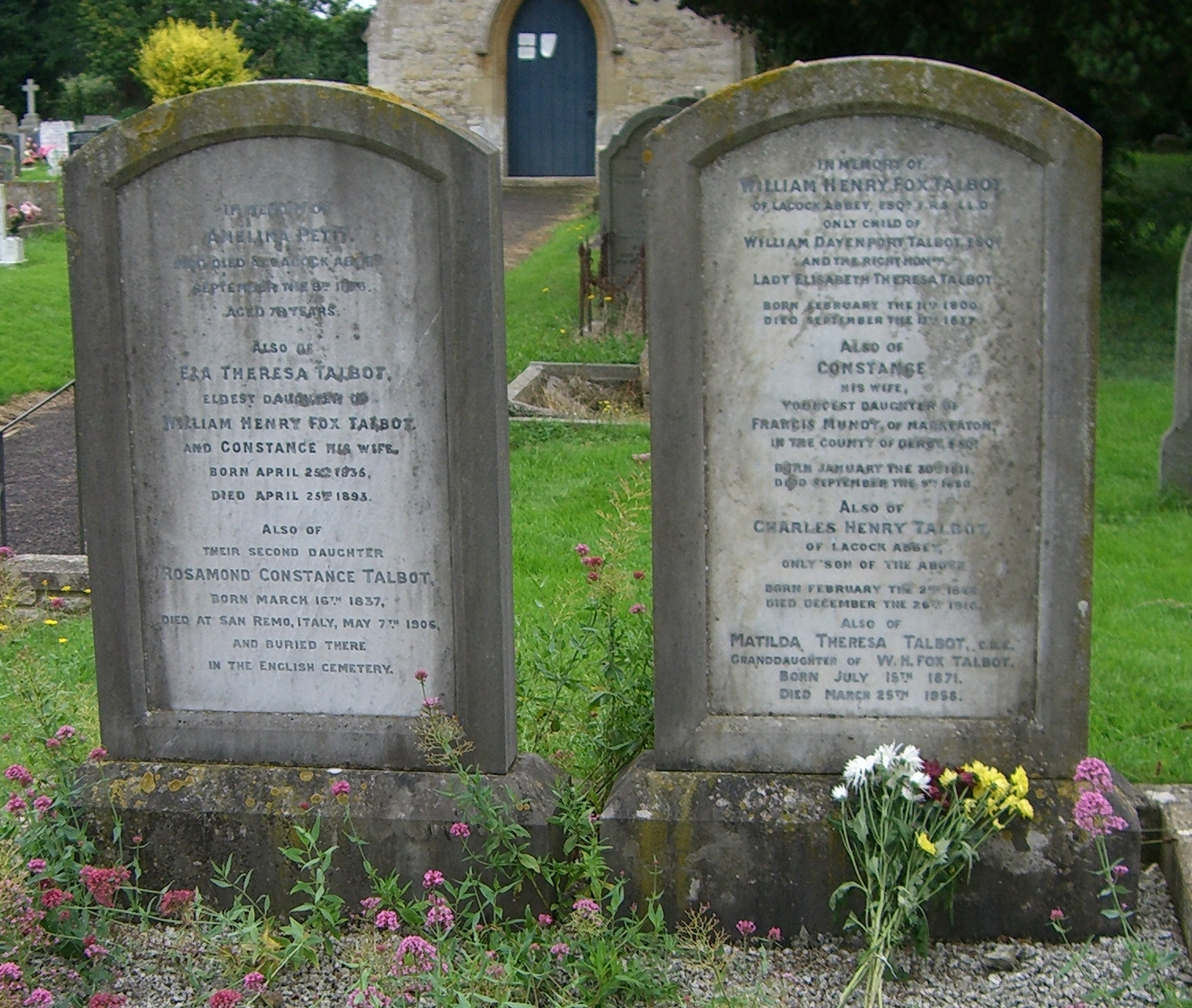
Tomba dels Talbot al cementiri de Lacock.

En acabar els estudis va anar a viure a Lacock (Wiltshire), on va administrar la pròspera propietat familiar de l'Abadia de Lacock la resta de la seva vida, cosa que li proporcionava força temps lliure per a les seves activitats cientñifiques. Va morir i va ser enterrat en aquesta vila el 1877.
Entre 1822 i 1872 va mantenir correspondència amb la Royal Society, i molts dels documents que va enviar tractaven temes matemàtics. En un principi va fer investigacions òptiques (que posteriorment van donar fruits en relació amb la fotografia), i va publicar articles sobre temes científics en diaris i revistes: Some Experiments on Coloured Flame, a l'Edinburgh Journal of Science (1826), Monochromatic Light, al Quarterly Journal of Science (1827) i Chemical Changes of Colour al Philosophical Magazine, on va escriure diveres vegades sobre temes químics.
Les matemàtiques no foren la única branca científica que li començà a interessar des de l'inici, sinó que els estudis sobre botànica foren els que el portaren a investigar i experimentar amb les imatges pel fet de simplement no poder dibuixar detallada i correctament allò que veia. Mentre estava visitant el Llac de Como l'any 1833, el fet de no aconseguir dibuixar el paisatge amb prou èxit el va dur a imaginar una màquina que fos capaç de fer els esbossos automàticament, utilitzant paper sensible a la llum; un cop a casa es va posar a treballar en el projecte. Thomas Wedgwood ja havia aconseguit una cosa similar fent fet siluetes de fulles i altres objectes, que eren fotogrames, però aquestes imatges s'esvaïen ràpidament. Nicéphore Niépce havia aconseguit fer fotos amb betum l'any 1827, i dos anys més tard Louis Daguerre havia mostrat a l'Acadèmia Francesa de les Ciències els seus daguerreotips, fets en plaques de plata. Tres setmanes després d'aquesta presentació, Fox Talbot va informar la Royal Society de la seva "art del dibuix fotogènic", que aconseguia mitjançant un procés en el qual utilitzava paper fotosensible per a fer les impressions, en comptes de betum o paper de coure.

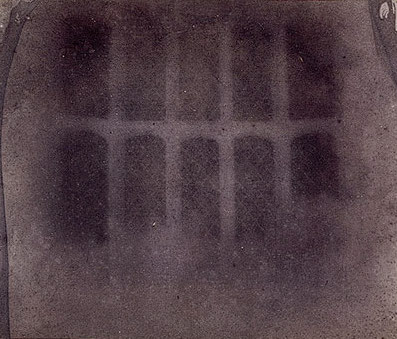
Primer negatiu fotogràfic estricte, no fet per contacte, aconseguit l'any 1835, on es veu una gelosia de casa seva, l'antiga Abadia de Lacock (Wiltshire).

## El calotip
De forma paral·lela als treballs de Nicéphore Niépce i Louis Daguerre, Talbot va obtenir els primers resultats de les seves recerques fotogràfiques l'any 1834, en aconseguir una sèrie d'imatges de flors, fulles, teles, etc., per contacte dels objectes amb la superfície sensibilitzada, i sense usar, per tant, la cambra obscura. Talbot va aconseguir d'aquesta manera imatges en negatiu que era capaç de fixar per impedir que la llum les fes desaparèixer, i les va anomenar dibuixos fotogènics. El primer negatiu fotogràfic estricte, no per contacte, el va aconseguir el 1835, d'una gelosia de la seva casa a Lacock, a Wiltshire.
Després d'aquests assoliments va començar a treballar amb la cambra obscura. L'any 1835 va obtenir el seu primer negatiu en una mida molt petita, i per al qual va necessitar una exposició de mitja hora. No va avançar gaire durant els següents anys, ja que tan sols va ser capaç d'obtenir imatges petites i imperfectes sobre paper i en negatiu.
En sentir parlar de l'invent de Niepce i Daguerre es va sentir estimulat per continuar les seves recerques, alhora que va reclamar un reconeixement públic per a la seva línia de recerca. És per aquest motiu que va donar a conèixer els seus assoliments als mitjans científics britànics, i fins i tot els va fer veure al polític rossellonès Francesc Joan Domènec Aragó, qui va poder comprovar que aquestes imatges imperfectes no podien ser comparades a les realitzades per Daguerre.
Va donar-los a conèixer públicament a la Royal Institution el 25 de gener de 1839 ensenyant les imatges que havia pres feia un any i mig, i dues setmanes més tard a la Royal Society, amb tots els detalls tècnics. Les imatges positives obtingudes mitjançant aquest procés eren poc nítides i estaven mancades d'una escala de grisos, a diferència del daguerreotip; no obstant això, el seu procés resultava ser més econòmic i més fàcil d'utilitzar, i necessitava un temps d'exposició molt més curt: tan sols uns trenta segons.
Durant els anys 1840 i 1841 va aconseguir millores importants en les seves recerques. Va desenvolupar el revelat, el fixat i la impressió fotogràfiques, els tres principals elements del procés; malgrat que la simple exposició del paper sensible a la llum ja produïa una imatge, calia un temps d'exposició molt llarg. Va descobrir per casualitat que podia revelar aquesta imatge químicament i transformar-la en un negatiu útil, per fixar-la posteriorment amb una solució química; aquest pas eliminava la plata, que és sensible a la llum, i permetia de veure la imatge a plena llum del sol.
Amb aquest negatiu es podia repetir el procés d'impressió i fer innombrables còpies, a diferència del daguerreotip; a aquest nou procés el va anomenar calotip (o talbotip). Va patentar-lo el 1841, i l'any següent va ser guardonat amb una medalla de la Royal Society pel seu treball.

Portada del llibre The Pencil of Nature (1844).

## Altres aportacions
Henry Fox Talbot, amés de ser el pare de la fotografia i estar prou versat en botànica, va ser un erudit polimàtic, i entre les seves moltes publicacions trobem obres sobre matemàtiques, física, astronomia, química, arqueologia, història antiga, mitologia i inscripcions cuneïformes assíries.
A Talbot es deu també la publicació del primer llibre de la història il·lustrat amb fotografies, The Pencil of Nature (1844), de l'editorial londinenca Longman, Brown, Green & Longmans, que resultava ser una autobiografia per presentar-nos el seu invent; les fotos que s'hi recullen són fotografies originals enganxades al llibre.
Va fer servir la porcellana com a suport fotogràfic, i va presentar-ne la patent l'any 1849. Dos anys més tard va inventar un procediment de fotografia instantània. Quan, el 1854, Frederick Scott Archer desenvolupa el seu procés del col·lodió, Talbot va interpretar-lo com una derivació del seu calotip i, per tant, cobert amb la seva pròpia patent i va desencadenar un procés judicial que va acabar perdent, ja que els tribunals van decidir en contra seu.
Com a arqueòleg i lingüista, també va traduir les inscripcions cuineïformes de Nínive. En el camp de l'òptica, va descobrir que l'ull percep com una il·luminació contínua una sèrie de centellejos lluminosos molt ràpids, i també va observar per primera vegada l'efecte Talbot (1836), un efecte de difracció del camp proper.